# Sprache des Geistes
Die Sprache des Geistes (lateinisch lingua mentis, englisch language of thought) ist eine Hypothese, die von der Existenz einer Art Sprache ausgeht, in der Denkvorgänge stattfinden. Der bedeutendste Vertreter dieser These ist Jerry Fodor, der die Idee 1975 in seinem Buch The Language of Thought ausarbeitet. Der Ausdruck wurde vermutlich 1973 von Gilbert Harman zum ersten Mal in diesem Zusammenhang gebraucht.

## Begriffsbestimmung

### Die These
Ansgar Beckermann fasst die These der Sprache des Geistes wie folgt zusammen:

„(1) Mentale Repräsentationen sind strukturiert.

(2) Die Teile dieser Strukturen sind ‚transportierbar‘; dieselben Teile (d. h. typidentische Teile) können in verschiedenen Repräsentationen auftreten.

(3) Mentale Repräsentationen haben eine kompositionale Semantik; die Bedeutung komplexer Repräsentationen ergibt sich in regelhafter Weise aus der Bedeutung der Teile.“

Die Sprache des Geistes, auch „Mentalesisch“ genannt, besitzt demnach eine Struktur, die sich aus einzelnen bedeutungstragenden Teilen (wie in natürlichen Sprachen die Wörter) zusammensetzt. Diese bedeutungstragenden Teile können in verschiedenen Repräsentationen vorkommen, wie Wörter oder Satzteile auch in verschiedenen Sätzen vorkommen können. Ebenso wie in anderen Sprachen lässt sich die Bedeutung der einzelnen Repräsentationen aus der Bedeutung der Teile zusammensetzen.
Von anderen Sprachen unterscheidet sich das Mentalesische allerdings dadurch, dass es nicht akustisch oder optisch realisiert wird, sondern durch neuronale Feuerungsmuster oder Bitmuster im Speicher eines Computers.

### Hintergrund
Mit der Hypothese der Sprache des Geistes wird versucht, den Physikalismus mit einem intentionalen Realismus zu vereinbaren. Sie soll erklären, wie kausal wirksame propositionale Einstellungen wie Wünsche, Überzeugungen und Absichten (siehe Intentionalität) physisch realisiert sein könnten. Unter diesem Erklärungshorizont wird von Phänomenen wie Qualia, Träumen, auditivem und visuellem Vorstellungsvermögen abgesehen.
Um solche propositionalen Einstellungen zu realisieren, setzt das Mentalesische ein computationalistisches Modell des Geistes voraus. Ein derartiges Modell postuliert, dass der menschliche Geist in bestimmter Hinsicht wie ein Computer arbeiten würde. Das Denken wird damit als Abfolge von Rechenschritten aufgefasst, deren Funktionieren auf syntaktischer Eigenschaften der Sprachteile beruht (siehe auch Von-Neumann-Architektur).

### Geschichte der Sprache des Geistes
Die neuere Diskussion über die Hypothese der Sprache des Geistes wurde von Jerry Fodor entfacht, der sie in seine repräsentationale Theorie des Geistes einbettet. Dennoch ist die Idee nicht neu: So vergleicht Platon in der Antike das Denken mit dem Lesen im Buch der Seele und Aristoteles meint, dass gesprochene Wörter nur Zeichen für Geisteszustände sind. Im 18. Jahrhundert postuliert Gottfried Wilhelm Leibniz die Existenz einer sich selbst interpretierenden Sprache des Geistes.

## Argumente für die Sprache des Geistes
Für die Hypothese einer Sprache des Geistes sprechen unter anderem folgende Argumente:

### Das methodologische Argument
Gibt es kausal wirksame intentionale Zustände, dann ist es plausibel anzunehmen, dass diese Zustände nicht nur einzeln, sondern auch in Kombination auftreten können. Wenn zum Beispiel Reden und Autofahren durch jeweils einen intentionalen Zustand realisiert werden, dann scheint es plausibel anzunehmen, dass es einen Zustand gibt, der gleichzeitiges Reden und Autofahren ermöglicht, und dass dieser aus den Einzelzuständen für Reden und Autofahren zusammengesetzt ist.

### Produktivitätsargument
Ein anderes Argument für die Sprache des Geistes erklärt die Eigenschaft der Produktivität mentaler Zustände mit der Produktivität sprachähnlicher Strukturen. So gehen Vertreter dieses Arguments davon aus, dass es potenziell unendlich verschiedene propositionale Einstellungen gibt. Diese potentielle Unendlichkeit findet sich auch bei sprachlichen Ausdrücken, die aus immer neuen Kombinationen der Konstituenten entstehen. Diese Analogie legt nahe, dass es auch geistige Konstituenten gibt, die sich in beliebig verschiedenen Kombinationen zusammensetzen lassen.

### Systemazitätsargument
Ein drittes Argument, das für die Sprache des Geistes spricht, ist die Systemazität propositionaler Einstellungen. So kann prinzipiell jeder, der die Überzeugung hat, dass Romeo Julia liebt, auch die Überzeugung haben, dass Julia Romeo liebt.
Dies lässt sich erklären, wenn man mindestens folgende Komponenten dieser Überzeugungen annimmt:
- Julia
- Romeo
- … liebt …

Eine solche zusammengesetzte Systemartigkeit findet sich auch in Laut-, Schrift- und Gebärdensprache, deren Ziel es ist, die Gedanken einer Person auszudrücken. Nimmt man an, dass es eine Sprache des Geistes gibt, lässt sich annehmen, dass sich diese Systemazität der natürlichen Sprachen mit der Systemazität des Mentalesischen erklären lässt.

## Argumente gegen die Sprache des Geistes
Gegen die Theorie der Sprache des Geistes sprechen verschiedene Argumente und philosophische Theorien:

### Eliminativer Materialismus
Der eliminative Materialismus, der zum Beispiel von Patricia Churchland und Paul Churchland vertreten wird, behauptet, dass es mentale Zustände in der Realität nicht gibt. Nimmt man aber an, dass mentale Zustände nicht existieren, ist auch die Annahme einer Sprache des Geistes überflüssig, da intentionale Zustände nirgendwo realisiert werden.

### Konnektionismus
Der Konnektionismus bietet eine Alternative zum computationalistischen Modell des Geistes. Er behauptet, dass intelligentes Verhalten von Lebewesen auf neuronalen Netzen und nicht auf zeichenmanipulierenden Systemen basiert, die einer Von-Neumann-Architektur ähnlich sind. Es gibt also auch keine Satzkonstituenten, die von einem solchen System manipuliert werden.

### Anti-Individualismus von Putnam und Burge
Der Anti-Individualismus, vertreten von Hilary Putnam und Tyler Burge, behauptet, dass der Inhalt intentionaler Zustände einer Person sich nicht alleine aus der Betrachtung der Person ergibt, sondern dass auch ihre Umgebung und Sprachgemeinschaft eine wichtige Rolle spielen. Damit stellt sich der Anti-Individualismus gegen das computationalistische Modell des Geistes, da dieses voraussetzt, dass der intentionale Zustand des Geistes vollständig durch nicht-relationale Eigenschaften bestimmt ist.

### Intentionaler Realismus und das computationalistische Modell des Geistes
Soll die Sprache des Geistes, wie es zum Beispiel Jerry Fodor versucht, einen intentionalen Realismus mit dem Physikalismus vereinbar machen, ergibt sich folgendes Problem:
Während der intentionale Realismus verlangt, dass die Bedeutung der Zustände kausal relevant ist, schreibt das computationalistische Modell des Geistes den formalen Eigenschaften der Zustände diese Rolle zu.

### Ist die Sprache des Geistes eine Privatsprache?
In Anlehnung an Ludwig Wittgensteins Privatsprachenargument bestreiten einige Philosophen, dass die Sprache des Geistes eine Semantik besitzen kann, da Bedeutung nur durch Konventionen entsteht. Sprachkonventionen benötigen aber ein soziales System. Ein einzelnes Gehirn oder gar einzelne Gehirnteile bilden kein soziales System und können deshalb auch keine bedeutungsgebenden Konventionen entstehen lassen. Haben die Vertreter dieses Arguments Recht, können die Ausdrücke der Sprache des Geistes keine Bedeutung haben.

### Handlungsdispositionen ohne explizite Repräsentation
Daniel C. Dennett bietet eine plausible Alternative zum intentionalen Realismus, die er mit folgendem Beispiel veranschaulicht:

„In a recent conversation with the designer of a chess-playing program I heard the following criticism of a rival program: ‘it thinks it should get its queen out early.’ This ascribes a propositional attitude to the program in a very useful and predictive way, for as the designer went on to say, one can usefully count on chasing that queen around the board. But for all the many levels of explicit representation to be found in that program, nowhere is anything roughly synonymous with ‘I should get my queen out early’ explicitly tokened. The level of analysis to which the designer's remark belongs describes features of the program that are, in an entirely innocent way, emergent properties of the computational processes that have ‘engineering reality.’ I see no reason to believe that the relation between belief-talk and psychological talk will be any more direct.“

Wie das Schachbeispiel zeigt, können – ohne explizite Repräsentation eines bestimmten intentionalen Zustands – Handlungen entstehen, die so wirken, als wäre eine solche Repräsentation vorhanden. Hat Dennett mit seiner Position recht, gibt es nirgendwo in der physikalischen Welt intentionale Einstellungen. Sie werden viel eher Systemen zugeschrieben, die ein hinreichend komplexes Verhalten zeigen. Eine Sprache des Geistes hat in dieser Einstellung keinen Platz.

## Varianten der Sprache des Geistes
Die Varianten der Sprache des Geistes lassen sich in zwei Kategorien aufteilen:
Die eine Gruppe, unter anderem vertreten von Stephen Stich, schreibt den Ausdrücken der Sprache des Geistes keine semantischen Eigenschaften zu. Haben die Vertreter dieser Gruppe recht, besitzen die Ausdrücke der Sprache des Geistes nur syntaktische Eigenschaften. Sie lassen höchstens eine semantische Interpretation einzelner Vorkommnisse zu.
Auf der anderen Seite stehen die repräsentationalistischen Theorien derjenigen, die den Ausdrücken in der Sprache des Geistes sowohl syntaktische als auch semantische Eigenschaften zuschreiben. Diese lassen sich wiederum in eine schwache und eine starke These aufteilen:
Die schwache These sagt nichts darüber aus, wie die Ausdrücke der Sprache des Geistes zu ihren semantischen Eigenschaften kommen.
Diese These lässt sich also auch damit vereinbaren, dass sich die Bedeutung mentalesischer Ausdrücke von den intentionalen Eigenschaften mentaler Zustände herleitet. Der starken These zufolge, die auch Fodor vertritt, leiten sich die intentionalen Eigenschaften mentaler Zustände aus den semantischen Eigenschaften des Mentalesischen ab.
Daraus aber ergibt sich wiederum die Frage, wie die Ausdrücke der Sprache des Geistes zu ihrer Bedeutung kommen. Auch hierauf gibt es verschiedene Antworten. So vertritt Fodor eine Kausaltheorie des semantischen Bezugs. Diese Theorie behauptet, dass sich die mentalesischen Ausdrücke auf das beziehen, wodurch sie in der Regel verursacht werden. Andere Philosophen meinen, dass die unzusammengesetzten mentalesischen Teilausdrücke angeboren sind, dass wir in der Sprache denken, in der wir auch sprechen, oder dass es sich bei den semantischen Eigenschaften um emergente Eigenschaften komplexer Systeme handelt.